# الموسوعة الفقهية
الموسوعة الفقهية هي أكبر موسوعة فقهية في العصر الحديث، وهي صياغة عصرية وموثقة لتراث الفقه الإسلامي حتى القرن الثالث عشر الهجري. وصل عدد مجلداتها حتى الآن 45 مجلدًا من الحجم الكبير، وقد تم تبويبها في هيئة مصطلحات، مرتبة ترتيبًا معجميًا (ألفبائيًا) للتيسير على الباحثين وطلاب العلم الشرعي. كما تم إضافة 200,000 إحالة من نص الموسوعة إلى مراجع الفقه المختلفة.
تضم الموسوعة الفقهية الكويتية 3000 مصطلح فقهي في المصطلحات والعناوين الرئيسية، كما تضم 27.000 عنوان فرعي مصنف تصنيفًا موضوعيًا مميزًا يسمى «مكنز»
من خصائصها : الشمول، الترتيب السهل، الأسلوب المبسط، موجبات الثقة، الترابط والتكامل.

## مشروع الموسوعة
أهم النداءات التي أدّت إلى إنجاز هذا المشروع العلمي، تمثل في النداء الصادر عن مؤتمر أسبوع الفقه الإسلامي في باريس 1370 هـ (1951 م) واشترك فيه ثلة من فقهاء العالم الإسلامي. فكان بين توصياته الدعوة إلى تأليف موسوعة فقهية تعرض فيها المعلومات الحقوقية الإسلامية وفقا للأساليب الحديثة والترتيب المعجمي.
1. في عام 1375 هـ (1956 م) كانت بداية المحاولات الرسمية لإبراز هذا القرار التاريخي العالمي إلى حيز الواقع من قبل لجنة ملحقة بكلية الشريعة في جامعة دمشق مكونة بمرسوم جمهوري تم تعزيزه بعد الوحدة السورية المصرية بقرار جمهوري. فصدر عام 1381 هـ (1961 م) جزء يتضمن نماذج من بحوث الموسوعة - لتلقي الملاحظات - كتبها فقهاء من البلدين، ثم صدر عن الموسوعة بعدئذ في سورية بعض الأعمال التمهيدية كمعجم فقه ابن حزم، ودليل مواطن البحث عن المصطلحات الفقهية. اما في مصر، فإن فكرة الموسوعة التي احتضنتها وزارة الأوقاف عام 1381 هـ (1961 م) بين لجان المجلس الأعلى للشئون الإسلامية صدر أول أجزائها عام 1386 هـ وبلغت (24) جزءا ولا تزال في مصطلحات الهمزة، وهي ليست كل ما أنجزته فإن النشر يتأخر في مسيرته عن الإنجاز.
2. في عام 1386 هـ (1967 م)، مع ظهور الحاجة إلى تكاتف الجهود الإسلامية لضمان إنجاز هذا المشروع في أي قطر إسلامي مقتدر بالمال أو الرجال - احتضنت وزارة الأوقاف والشئون الإسلامية في دولة الكويت هذا المشروع.

## منهج تحرير وإخراج وتصدير الموسوعة
أدت الجهود الحثيثة لدولة الكويت في أكثر من أربعين سنة (ما بين 1965 ـ 2005 م) إلى إخراج الموسوعة الفقهية في شكلها النهائي في خمسة وأربعين مجلدا من الحجم الكبير لتشمل عموم الأبحاث الفقهية التي صيغت بأسلوب المصطلحات الفقهية المرتبة ترتيبا ألفبائيا مما يسهل الوصول إلى الحكم الفقهي لكافة الراغبين من متوسطي الثقافة. مع العلم أن الموسوعة الفقهية استوعبت في الغالب المذاهب الفقهية الأربعة ونهجت منهج توحيد الآراء الفقهية المتفق عليها وتقديمها على الآراء التي تفرد بها كل مذهب على حدة وأكثرت من إيراد أدلة الفقهاء دون ترجيح أو استطراد ولم تدخل في المقارنة بينها، كما لم تتعرض لا للمسائل المستجدة ولا للمسائل الأصولية، ووعدت أن تكون هاتان المسألتان مناط عمل متخصص لاحق .

## العلماء المشاركون في إعداد الموسوعة الفقهية
اشترك في إعداد الموسوعة الفقهية مئات من العلماء البارزين في مجال الفقه الإسلامي. واعتمدت الموسوعة مبدئيا على موظفي الإدارة من الفقهاء المعينين في وزارة الأوقاف، وهم على النحو التالي: أمين عام للموسوعة الفقهية، يتبعه خبراء الموسوعة في المذاهب الفقهية الأربعة، ثم الباحثون العلميون، يعاونهم المساعدون العلميون، ثم طاقم الخدمات الإدارة والمالية. وهذا الجهاز المتكامل للموسوعة الفقهية المتخصص في مجال الفقه والعلوم المساندة له، استعان بأعداد كبيرة جداً من العلماء المستكتبين من داخل وخارج الكويت، ممن الذين تم تكليفهم بكتابة مصطلحات معينة ضمن خطة موحدة للكتابة وخطة أخرى للمراجعة العلمية والاعتماد النهائي. وقد زاد عدد هؤلاء المستكتبين من خارج نطاق إدارة الموسوعة الفقهية على مئتي فقيه مشهور من مختلف أقطار المسلمين.

## الأمناء العامون في الموسوعة الفقهية
كان الأمناء العامون في الموسوعة الفقهية خلال الأربعين سنة الماضية هم :
1. الشيخ: مصطفى الزرقا.
2. الدكتور بدر المتولي عبد الباسط (ثم في عام 1974 م اختير الشيخ الدكتور بدر المتولي عبد الباسط ليكون الأمين العام للموسوعة الفقهية في وزارة الأوقاف الكويتية، إلى جانب كونه رئيسا للجنة الفتوى بوزارة الأوقاف، وعضوا في لجنة تقنين الشريعة قسم الجنايات.)
3. الدكتور: عبد الستار أبو غدة.

## ترجمات وإصدارات الموسوعة الموازية
وقد تم ادخال مادة الموسوعة الفقهية على قرص مضغوط مدمج (سي دي) مع قاعدة بيانات واسعة ومتنوعة ليقدم هذا القرص خدمات عديدة للباحثين أهمها ربط الهوامش بالمراجع الفقهية التي تشير إليها وإمكانات للبحث والتحليل علية الجودة وهو يوزع مجانا في الوزارة. وتعمل الموسوعة الفقهية حاليا بكل جهد على ترجمة المادة الفقهية فيها إلى لغات العالم الإسلامي وغير الإسلامي وقد انتهت من ترجمة مادتها إلى لغة الأردو بمساعدة وجهود مجمع الفقه الإسلامي في الهند برئاسة الفقيه العلامة الشيخ مجاهد الإسلام القاسمي.
وتتم ترجمة الموسوعة الفقهية إلى اللغة التاميلية من قبل مركز جمال للترجمة في كلية جمال محمد بمدينة تيروتشيراباللي، ولاية تاميل نادو- الهند. هذا العمل العظيم الذي يتم بموافقة الأوقاف الكويتية. وسيصدر المجلد الأول في 13 نوفمبر 2021 في الهند.

## أجزاء الكتاب
1. الجزء الأول : أئمة - إجزاء
2. الجزء الثاني : أجل - إذن
3. الجزء الثالث : إرادة - استظهار
4. الجزء الرابع : استعاذة - اشتهاء
5. الجزء الخامس : إشراف - إقالة
6. الجزء السادس : إقامة - إنسحاب
7. الجزء السابع : إنشاء - أيم
8. الجزء الثامن : بئر - بيطرة
9. الجزء التاسع : بيع - بينة
10. الجزء العاشر : تأبد - تحيات
11. الجزء الحادي عشر : تخارج - تسوية
12. الجزء الثاني عشر : تشبه - تعليل
13. الجزء الثالث عشر : تعلم وتعليم - تلوم
14. الجزء الرابع عشر : تماثل - تيمن
15. الجزء الخامس عشر : ثأر - جماء
16. الجزء السادس عشر : جنائز - حتم
17. الجزء السابع عشر : حجاب - حفيد
18. الجزء الثامن عشر : حقد - حيوان
19. الجزء التاسع عشر : خاتم - خليطان
20. الجزء العشرون : خمار - دعوة
21. الجزء الحادي والعشرون : دفع - ذيل
22. الجزء الثاني والعشرون : رأس - رفقة
23. الجزء الثالث والعشرون : رقى - زكاة الفطر
24. الجزء الرابع والعشرون : زلزلة - سرية
25. الجزء الخامس والعشرون : سعاية - شرب
26. الجزء السادس والعشرون : شرط - صرف
27. الجزء السابع والعشرون : صرورة - صناعة
28. الجزء الثامن والعشرون : صنجة - طلاء
29. الجزء التاسع والعشرون : طلاق - عدديات
30. الجزء الثلاثون : عدل - عمة
31. الجزء الحادي والثلاثون : عموم - غيلة
32. الجزء الثاني والثلاثون : فأر - قدوة
33. الجزء الثالث والثلاثون : قذف - قضاء
34. الجزء الرابع والثلاثون : قضاء الحاجة - كفالة
35. الجزء الخامس والثلاثون : كفاية - ليلة القدر
36. الجزء السادس والثلاثون : مأتم - مرض
37. الجزء السابع والثلاثون : مرض الموت - مصاهرة
38. الجزء الثامن والثلاثون : مصحف - مكوس
39. الجزء التاسع والثلاثون : ملائكة - ميت
40. الجزء الأربعون : نائحة - نفاذ
41. الجزء الحادي والأربعون : نفاس - نهي عن منكر
42. الجزء الثاني والأربعون : نوائب - ودي
43. الجزء الثالث والأربعون : وديعة - وضوء
44. الجزء الرابع والأربعون : وضيعة - وقف
45. الجزء الخامس والأربعون : وكالة - يوم النحر

...
- أحد روابط تحميل الكتاب الموسوعة أو الاطلاع عليه: https://waqfeya.com/book.php?bid=878

(من خلال: المكتبة الوقفية).